# GSS Nuuk
GSS Nuuk (danska: Grønlands Seminariums Sportsforening) är en sportklubb från Nuuk, Grönland. Klubben grundades 1944 och är aktiv i fotboll, handboll och volleyboll.
Dess herrfotbollslag har blivit grönländska mästare fyra gånger (fem om även tiden före 1971 räknas). Herrhandbollslaget har blivit grönländska mästare 4 gånger. 
I volleyboll har damlaget blivit grönländska mästare 18 gånger och herrlaget blivit grönländska mästare 17 gånger.